# Фредериксберг, Одни
О́дни Фре́дериксберг (фар. Árni Frederiksberg; род. 13 июня 1992 года в Сальтенгароа, Фарерские острова) — фарерский футболист, игрок клуба «КИ». Провёл 11 матчей в составе национальной сборной Фарерских островов.

## Карьера

### Клубная
Одни занимался футболом в академиях «Скалы» и «НСИ». За рунавуйчан состоялся его дебют во взрослом футболе: 8 июля 2010 года он заменил Эрланда Даниельсена на 85-й минуте матча Лиги Европы против шведского клуба «Ефле». 15 августа того же года Одни впервые сыграл в фарерской премьер-лиге, выйдя на замену на 82-й минуте вместо Кляминта Ольсена в поединке с «Б71» и открыл счёт своим голам в карьере. Всего в дебютном сезоне игрок принял участие в 9 встречах высшего дивизиона Фарерских островов, отметившись 2 забитыми голами. В составе «НСИ» Одни отыграл 9 сезонов, выиграв с командой Кубок Фарерских островов. В 2019 году он перебрался в «Б36». В стане «чёрно-белых» игрок провёл 2 года, сыграв в 52 матчах и отличившись 15 голами.
Накануне сезона-2021 Одни перешёл из «Б36» в «КИ». В 2021 году он был движущей силой клаксвуйчан, набрав 35 очков по системе «гол+пас» в 26 матчах премьер-лиги и стал победителем этого турнира в их составе. Его старания не остались незамеченными фарерскими футбольными экспертами, присудившими ему звание футболиста года. В сезоне-2022 Одни завоевал своё второе «золото» фарерского первенства, сыграв в 26 играх, где он набрал 29 очков «гол+пас».

### Международная
В 2010 году Одни провёл 3 матча за юношескую сборную Фарерских островов (до 19 лет), а в 2013—2014 годах принял участие в 7 встречах за молодёжную сборную архипелага. В составе национальной сборной Фарерских островов Одни дебютировал 11 октября 2015 года, выйдя на замену вместо Сёльви Ватнамара на 69-й минуте товарищеской игры со сборной Румынии. Наиболее активный период выступлений игрока за национальную команду пришёлся на кампанию в Лиге Наций 2018/19. 18 ноября 2019 года Одни сыграл свой последний матч за сборную, выйдя на замену в поединке со шведами. Всего на счету футболиста 11 встреч в форме сборной Фарерских островов.

## Статистика

### Клубная
| Выступление      | Выступление      | Выступление      | Лига | Лига | Кубки | Кубки | Еврокубки | Еврокубки | Прочие | Прочие | Итого | Итого |
| Клуб             | Лига             | Сезон            | Игры | Голы | Игры  | Голы  | Игры      | Голы      | Игры   | Голы   | Игры  | Голы  |
| ---------------- | ---------------- | ---------------- | ---- | ---- | ----- | ----- | --------- | --------- | ------ | ------ | ----- | ----- |
| НСИ Рунавик      | Премьер-лига     | 2010             | 9    | 2    | 0     | 0     | 1         | 0         | 0      | 0      | 10    | 2     |
| НСИ Рунавик      | Премьер-лига     | 2011             | 24   | 2    | 2     | 0     | 2         | 0         | 0      | 0      | 28    | 2     |
| НСИ Рунавик      | Премьер-лига     | 2012             | 26   | 7    | 1     | 0     | 2         | 0         | 0      | 0      | 29    | 7     |
| НСИ Рунавик      | Премьер-лига     | 2013             | 26   | 8    | 4     | 2     | 0         | 0         | 0      | 0      | 30    | 10    |
| НСИ Рунавик      | Премьер-лига     | 2014             | 26   | 10   | 1     | 1     | 0         | 0         | 0      | 0      | 27    | 11    |
| НСИ Рунавик      | Премьер-лига     | 2015             | 21   | 10   | 4     | 1     | 2         | 0         | 0      | 0      | 27    | 11    |
| НСИ Рунавик      | Премьер-лига     | 2016             | 27   | 11   | 4     | 1     | 0         | 0         | 0      | 0      | 31    | 12    |
| НСИ Рунавик      | Премьер-лига     | 2017             | 22   | 9    | 4     | 2     | 2         | 0         | 0      | 0      | 28    | 11    |
| НСИ Рунавик      | Премьер-лига     | 2018             | 26   | 11   | 1     | 0     | 1         | 0         | 1      | 1      | 29    | 12    |
| НСИ Рунавик      | Итого            | Итого            | 207  | 68   | 21    | 7     | 10        | 0         | 1      | 1      | 239   | 76    |
| Б36              | Премьер-лига     | 2019             | 27   | 8    | 2     | 2     | 0         | 2         | 1      | 0      | 30    | 12    |
| Б36              | Премьер-лига     | 2020             | 25   | 7    | 3     | 2     | 0         | 4         | 0      | 0      | 28    | 13    |
| Б36              | Итого            | Итого            | 52   | 15   | 5     | 4     | 6         | 0         | 1      | 0      | 64    | 19    |
| КИ Клаксвик      | Премьер-лига     | 2021             | 26   | 10   | 1     | 0     | 2         | 0         | 0      | 0      | 29    | 10    |
| КИ Клаксвик      | Премьер-лига     | 2022             | 26   | 11   | 5     | 0     | 5         | 0         | 1      | 0      | 37    | 11    |
| КИ Клаксвик      | Премьер-лига     | 2023             | 16   | 8    | 1     | 0     | 4         | 4         | 1      | 0      | 22    | 12    |
| КИ Клаксвик      | Итого            | Итого            | 68   | 29   | 7     | 0     | 11        | 4         | 2      | 0      | 88    | 33    |
| Всего за карьеру | Всего за карьеру | Всего за карьеру | 327  | 114  | 34    | 12    | 27        | 4         | 4      | 1      | 392   | 131   |

### Международная
| Матчи и голы Одни Фредериксберга за национальную сборную Фарерских островов | Матчи и голы Одни Фредериксберга за национальную сборную Фарерских островов | Матчи и голы Одни Фредериксберга за национальную сборную Фарерских островов | Матчи и голы Одни Фредериксберга за национальную сборную Фарерских островов | Матчи и голы Одни Фредериксберга за национальную сборную Фарерских островов | Матчи и голы Одни Фредериксберга за национальную сборную Фарерских островов |
| №                                                                           | Дата                                                                        | Оппонент                                                                    | Счёт                                                                        | Голы                                                                        | Соревнование                                                                |
| --------------------------------------------------------------------------- | --------------------------------------------------------------------------- | --------------------------------------------------------------------------- | --------------------------------------------------------------------------- | --------------------------------------------------------------------------- | --------------------------------------------------------------------------- |
| 1                                                                           | 11 октября 2015                                                             | Румыния                                                                     | 0:3                                                                         |                                                                             | Товарищеский матч                                                           |
| 2                                                                           | 28 марта 2016                                                               | Лихтенштейн                                                                 | 3:2                                                                         |                                                                             | Товарищеский матч                                                           |
| 3                                                                           | 17 ноября 2018                                                              | Азербайджан                                                                 | 0:2                                                                         |                                                                             | Лига Наций 2018/19                                                          |
| 4                                                                           | 23 марта 2019                                                               | Мальта                                                                      | 1:2                                                                         |                                                                             | Отбор на ЧЕ-2020                                                            |
| 5                                                                           | 26 марта 2019                                                               | Румыния                                                                     | 1:4                                                                         |                                                                             | Отбор на ЧЕ-2020                                                            |
| 6                                                                           | 7 июня 2019                                                                 | Испания                                                                     | 1:4                                                                         |                                                                             | Отбор на ЧЕ-2020                                                            |
| 7                                                                           | 10 июня 2019                                                                | Норвегия                                                                    | 0:2                                                                         |                                                                             | Отбор на ЧЕ-2020                                                            |
| 8                                                                           | 5 сентября 2019                                                             | Швеция                                                                      | 0:4                                                                         |                                                                             | Отбор на ЧЕ-2020                                                            |
| 9                                                                           | 15 октября 2019                                                             | Мальта                                                                      | 1:0                                                                         |                                                                             | Отбор на ЧЕ-2020                                                            |
| 10                                                                          | 15 ноября 2019                                                              | Норвегия                                                                    | 0:4                                                                         |                                                                             | Отбор на ЧЕ-2020                                                            |
| 11                                                                          | 18 ноября 2019                                                              | Швеция                                                                      | 0:3                                                                         |                                                                             | Отбор на ЧЕ-2020                                                            |

Итого: 11 матчей и 0 голов; 2 победы, 0 ничьих, 9 поражений.

## Достижения

### Командные
«НСИ»
- Обладатель Кубка Фарерских островов (1): 2017

 «КИ»
- Чемпион Фарерских островов (2): 2021, 2022
- Обладатель Суперкубка Фарерских островов (2): 2022, 2023

### Личные
- Футболист года на Фарерских островах (1): 2021